# Disketová mechanika

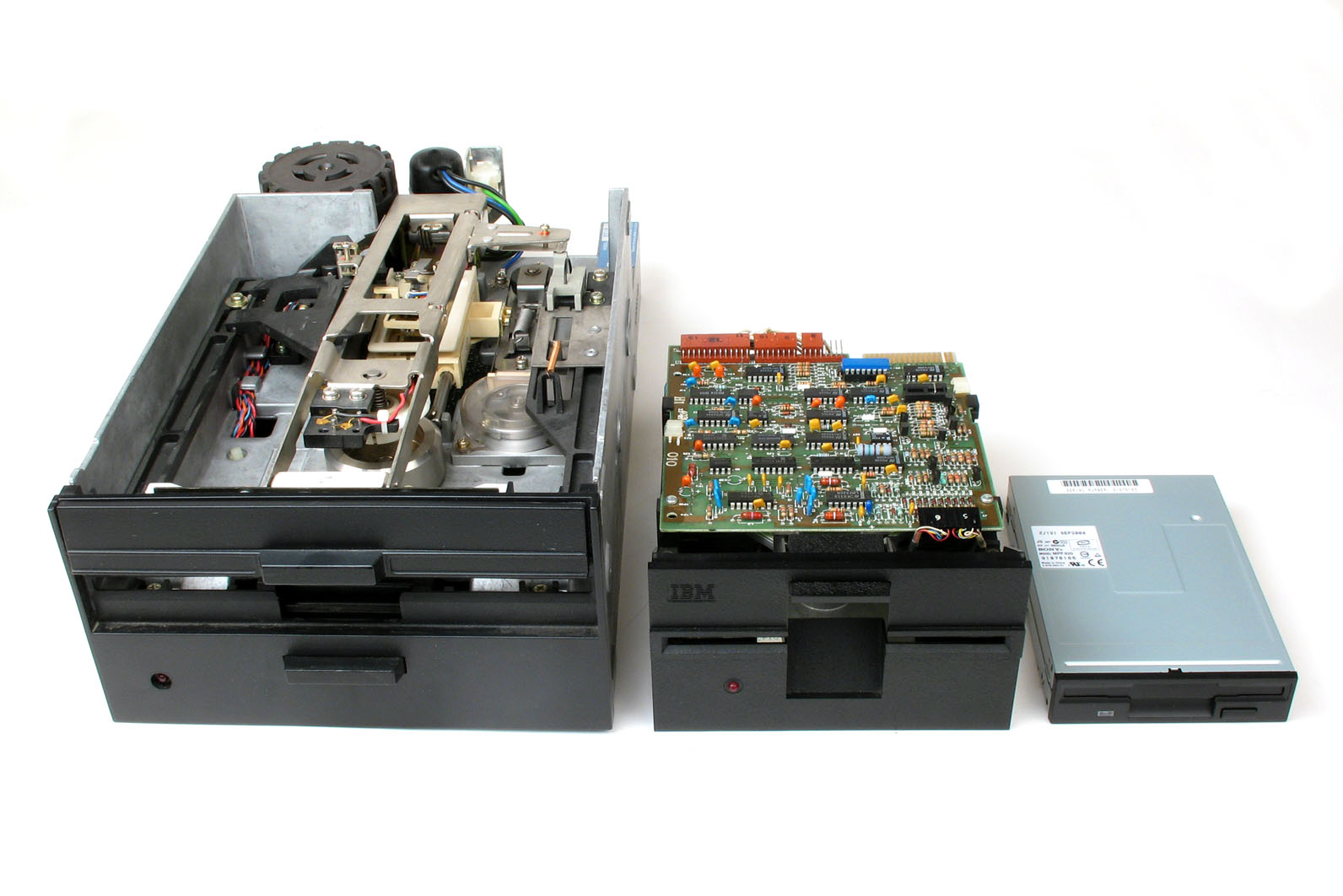
Osmi-, pětačtvrt- a tříapůlpalcové disketové mechaniky

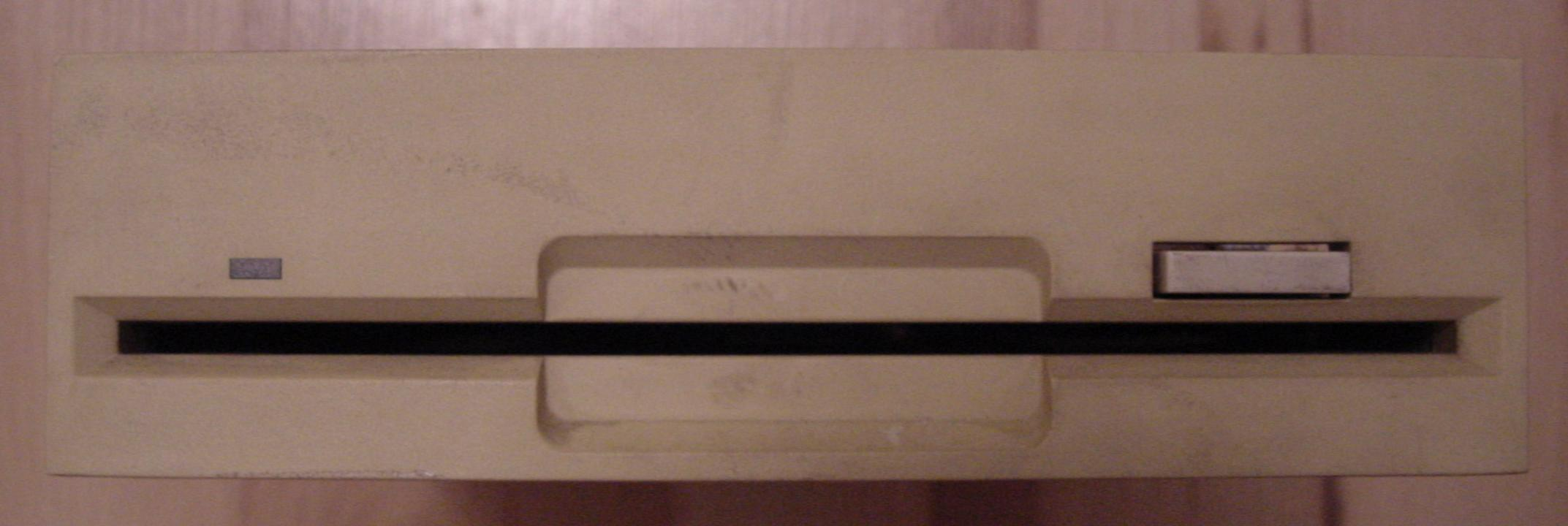
Interní pětačtvrtpalcová mechanika 1.2MB

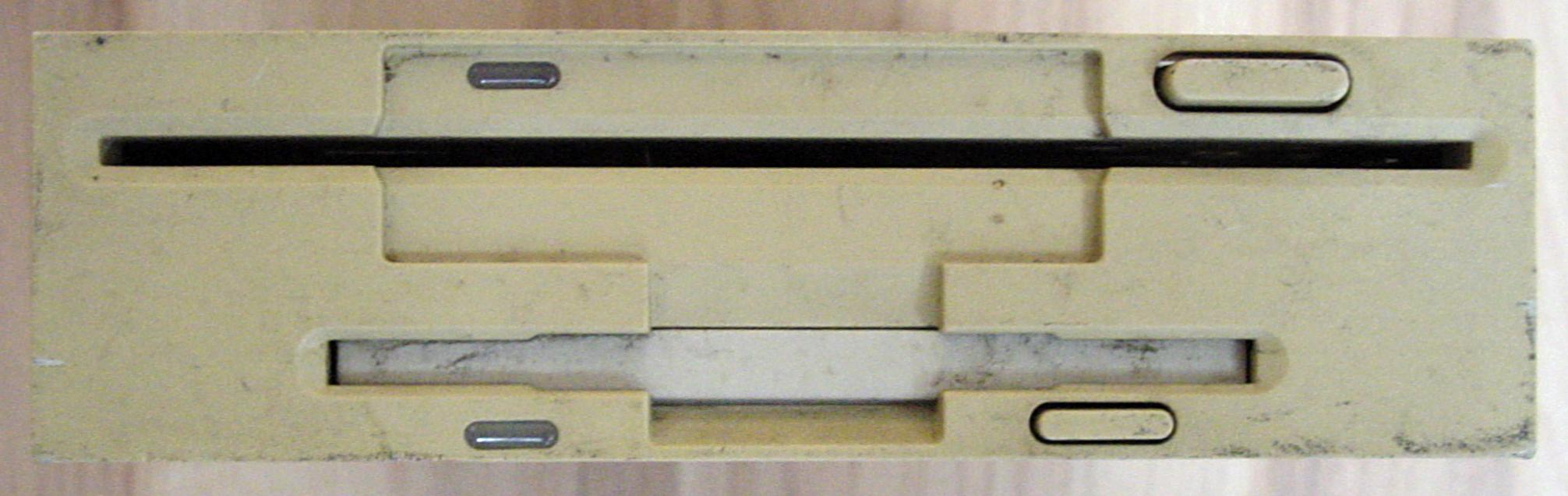
Interní pětačtvrtpalcová mechanika 1.2MB & 2.88MB

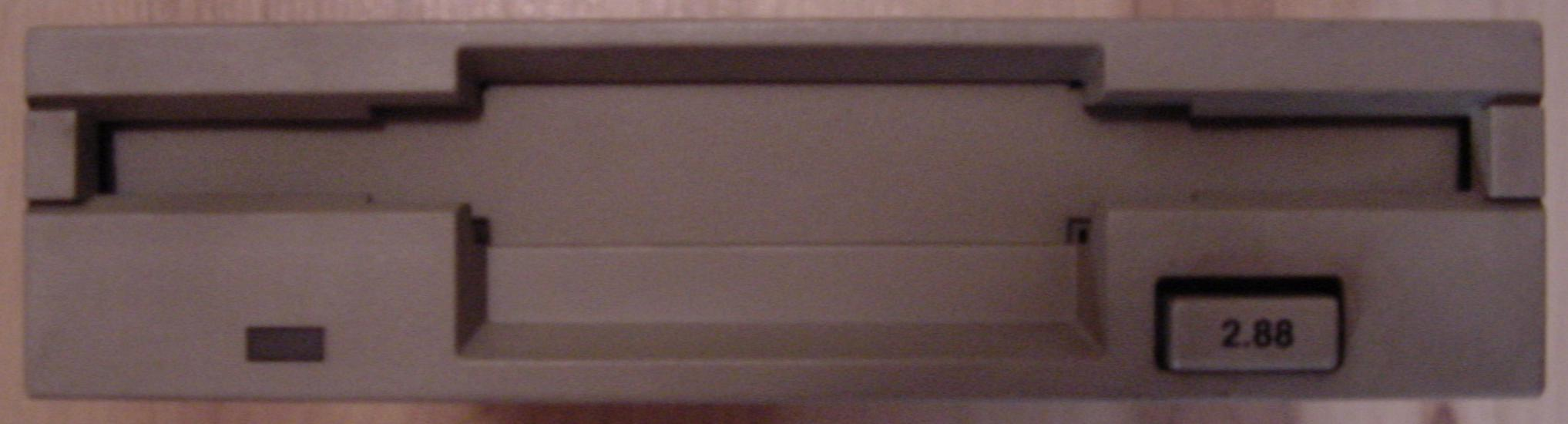
Interní tříapůlpalcová mechanika 2.88MB

Disketová mechanika je počítačovou komponentou, která umožňuje počítači načítat data z disket a ukládat je na ně. Nejběžnější formát je 3½", dříve se používaly i mechaniky 5¼" a 8". Existovaly také diskety rozměru 3". Pomocí disketové mechaniky je možno některé OS též nabootovat (spustit) z diskety.
Připojuje se k řadiči FDD, který je buď součástí základní desky počítače anebo je samostatný – na rozšiřující kartě. V současnosti se pro svoji jednoduchost a kompaktnost používají výhradně 3½" mechaniky. Nejnovější generace počítačů už FDD nepoužívá, ale stále je disketa jediné přenosové médium 100% kompatibilní se staršími počítači nemající USB. Disketové mechaniky existují jak v interní, tak externí verzi.

## Konstrukce 3,5" FDD
Mechanika FDD je zařízení pro práci s disketami, které je vloženo v tzv. 3,5" šachtě skříně počítače. V přední části je štěrbina pro vložení diskety, tlačítko, pomocí kterého je možné disketu vyjmout a LED kontrolka indikující činnost mechaniky.
Disketa je vlastně tenký pružný plastový kotouč o průměru 3,5" s nanesenou magnetickou vrstvou (obvykle oxid železa, nebo oxid chrómu). Kotouč je uzavřený v plastovém obale, který ho chrání před nečistotou a mechanickým poškozením. Pouzdro je vystlané měkkou vrstvou zabraňující odírání kotouče. Při zápisu nebo čtení se kotouč otáčí. V obale je vytvořená čtecí štěrbina, zakrytá odsouvatelnými dvířky, která automaticky odkryjí štěrbinu při vložení diskety do mechaniky FDD.
Přes tuto štěrbinu se na kotouč tlačí kombinované (čtecí-mazací-záznamové) magnetické hlavy, z každé strany kotouče jedna. Hlavy se automaticky přisunou při vložení diskety a odsunou při jejím vyjmutí. Data jsou na disketě uložené magnetickým záznamem v soustředných kružnicích – stopách (tracks). Kružnice jsou na obou stranách média. Každá stopa je rozdělená ještě na sektory (sectors), které tvoří nejmenší část, na kterou je možné zapisovat. Základními parametry disket jsou jejich velikost, hustota záznamu dat a z toho vyplývající kapacita.
Pro 3½" mechaniky se používaly tři typy disket; DD – kapacita 720 KiB, HD – kapacita 1,44 MiB, ED – kapacita 2,88 MiB. Dnes se používá jen 1,44 MiB.
Parametry disket: Velikost diskety, hustota záznamu, počet sektorů, kapacita sektoru, počet stran, kapacita diskety (např. 3½" disketa HD: 80 stop, 18 sektorů, 2 strany, 512 bajtů v sektoru, celková formátovaná kapacita 1,44 MiB)
Mechanika FDD se připojí na standardní řadič disket. Řadič obvykle podporuje připojení dvou FDD mechanik pružných disků pomocí jediného plochého 34pinového kabelu.
Princip čtení: Zasunutím diskety se přisunou čtecí hlavy. Kotouč v disketě se roztočí a hlava zaujme výchozí pozici (v blízkosti vnějšího okraje kotouče, tzv. nultá stopa). Hlavy se vysunou na požadovanou stopu pomocí krokového motůrku a závitové tyče. Disketa se pootočí na zadaný sektor a začne čtení sektoru.
Proti nechtěnému přepsání obsahu diskety má 3,5" disketa otvor s mechanickým zakrytím. Zakrytí otvoru umožňuje zápis, jeho odkrytí brání zápisu na disketu. Otvor na druhé straně diskety oznamuje mechanice FDD druh záznamu (DD, HD).

## Zapojení konektoru
Zapojení konektoru pro FDD v PC je stejné pro 3½" tak i pro 5¼" disketovou mechaniku, i když konektory jsou fyzicky odlišné. Většinou byla možnost připojit dvě mechaniky na jeden řadič FDD (často integrovaný na základní desce), přičemž kabel měl mezi dvěma konektory „přetočené“ žíly, které určovaly pořadí mechaniky (10–16).
| Pin | Jméno   | Směr (PC→FDD) | Popis                                        |
| --- | ------- | ------------- | -------------------------------------------- |
| 2   | /REDWC  | →             | Výběr hustoty zápisu                         |
| 4   | NC      |               | Nezapojený                                   |
| 6   | NC      |               | Nezapojený                                   |
| 8   | /INDEX  | ←             | Indexový impulz (začátek stopy)              |
| 10  | /MOTEA  | →             | Spuštění motoru A                            |
| 12  | /DRVSB  | →             | Výběr mechaniky B                            |
| 14  | /DRVSA  | →             | Výběr mechaniky A                            |
| 16  | /MOTEB  | →             | Spuštění motoru B                            |
| 18  | /DIR    | →             | Směr krokovaní hlavy                         |
| 20  | /STEP   | →             | Krok hlavy                                   |
| 22  | /WDATA  | →             | Zapisovaná data                              |
| 24  | /WGATE  | →             | Povolení zápisu na disketu                   |
| 26  | /TRK00  | ←             | Nultá stopa (koncová poloha hlavy)           |
| 28  | /WPT    | ←             | Zákaz zápisu ("přepnuté" na disketě)         |
| 30  | /RDATA  | ←             | Čtecí data                                   |
| 32  | /SIDE1  | →             | Výběr hlavy (strany)                         |
| 34  | /DSKCHG | ←             | Výměna diskety (disketa vybraná z mechaniky) |

Všechny nepárové piny jsou zapojené na GND (zem).

## Historie
Disketové mechaniky prošly cestou postupného zmenšování se současným nárůstem kapacity. První mechaniky pracovaly s disketou 8" a naformátovanou kapacitou 400/800 KiB, dalším krokem bylo zmenšení rozměru na 5¼" (1975) s kapacitou média v rozsahu 125–1 600 KiB (dle počtu stop, hlav, kódování a otáček), největšího rozšíření dosáhly disketové mechaniky pro diskety s tuhým pouzdrem 3½" a neformátovanou kapacitou 2 000 KiB.

## Způsob zápisu
Diskety používají velmi podobnou technologii zápisu jako pevné disky. Zapisovací hlava upravuje magnetickou záznamovou vrstvu na povrchu diskety. Velká výhoda diskety je přepisovatelnost. Magnetická vrstva se jednoduše „přepíše“ novými daty.
V současné době již tato výhoda není tak zřejmá díky velké rozšířenosti jak přepisovatelných CD a DVD (CD-RW, DVD-RW, DVD+RW,DVD-RAM) tak flash disků. Magnetický způsob zápisu dat má jednu velkou nevýhodu – obyčejný magnet dokáže poškodit data na disketě.
U pevných disků se povedlo zvýšit kapacitu především díky vzduchotěsnému prostředí, do kterého se nedokáže dostat prach. Díky tomu je možné zmenšovat šířku stopy, do které se ukládají data a dále zvětšovat přesnost (a tím i rychlost) čtení i záznamu.

## Používání v současnosti
Diskety se v poslední době téměř nepoužívají, v nových stolních počítačích ani noteboocích nejsou instalovány.
Toto se děje především kvůli nízké kapacitě – 3½″ disketa má kapacitu 1,44 MiB.
Takové množství dat je rychlejší poslat přes internet, větší množství dat je pohodlnější uložit na flash disk, případně vypálit na CD či DVD než používat několik disket.
Diskety také trpí nízkou stabilitou dat, jsou náchylné na poškození magnetem a při delším používání dochází k opotřebení diskety – to se projevuje snížením kapacity a může dojít i k samovolnému smazání dat. Za výhodu lze považovat, že k její funkci nejsou nutné žádné ovladače. Aby disketová mechanika nevymizela úplně z počítačů tak se výrobci snaží přidávat k tomuto zařízení další jako je například čtečka paměťových karet nebo rozhraní USB.